# والتر وانگر
والتر وانگر (انگلیسی: Walter Wanger؛ ۱۱ ژوئیهٔ ۱۸۹۴ – ۱۸ نوامبر ۱۹۶۸) یک تهیه‌کننده اهل ایالات متحده آمریکا بود.

## فیلم‌شناسی
| - The Sheik (۱۹۲۱) - The Cocoanuts (۱۹۲۹) - The Lady Lies (۱۹۲۹) - Roadhouse Nights (۱۹۳۰) - Tarnished Lady (۱۹۳۱) - چرخه روابط پیچیده واشینگتن (۱۹۳۲) - Gabriel Over the White House (۱۹۳۳) - چای تلخ ژنرال ین (۱۹۳۳) - Going Hollywood (۱۹۳۳) - ملکه کریستینا (۱۹۳۳) - The President Vanishes (۱۹۳۴) - جهان‌های خصوصی (۱۹۳۵) - Every Night at Eight (۱۹۳۵) - شانگهای (۱۹۳۵) - پالم اسپرینگز (۱۹۳۶) - The Trail of the Lonesome Pine (۱۹۳۶) - تاریخ شب‌ها ساخته می‌شود (۱۹۳۷) - Stand-In (۱۹۳۷) - Blockade (۱۹۳۸) - باد بسامان (۱۹۳۸) - I Met My Love Again (۱۹۳۸) - دلیجان (۱۹۳۹) - Eternally Yours (۱۹۳۹) - خبرنگار خارجی (۱۹۴۰) | - Slightly Honorable (۱۹۴۰) - سفر دریایی طولانی به خانه (۱۹۴۰) - The House Across the Bay (۱۹۴۰) - اسکادران عقاب (فیلم) (۱۹۴۲) - شب‌های عربی (۱۹۴۲) - We've Never Been Licked (۱۹۴۳) - Gung Ho! (۱۹۴۳) - خیابان اسکارلت (۱۹۴۵) - Salome Where She Danced (۱۹۴۵) - Night in Paradise (۱۹۴۶) - Canyon Passage (۱۹۴۶) - حادثه، داستان یک زن (۱۹۴۷) - The Lost Moment (۱۹۴۷) - ژاندارک (۱۹۴۸) - Secret Beyond the Door (۱۹۴۸) - The Reckless Moment (۱۹۴۹) - تالسا (۱۹۴۹) - Kansas Pacific (۱۹۵۳) - Riot in Cell Block 11 (۱۹۵۴) - سرگذشت حاجی بابا (فیلم) (۱۹۵۴) - حمله جسددزدها (۱۹۵۶) - Navy Wife (۱۹۵۶) - می‌خواهم زنده بمانم! (۱۹۵۸) - کلئوپاترا (۱۹۶۳) |

## مرگ
وانگر در سن ۷۴ سالگی در شهر نیویورک بر اثر حمله قلبی درگذشت. او در گورستان خانه صلح در کولما، کالیفرنیا به خاک سپرده شد.